# Centro Universitário de Belo Horizonte
O Centro Universitário de Belo Horizonte (UniBH) é uma instituição particular de ensino técnico e superior brasileira, com sede em Belo Horizonte, em Minas Gerais.. É considerado o melhor centro universitário de Belo Horizonte e um dos melhores centros universitários do Brasil, segundo a nota ICG do MEC (pesquisa 2011). É também um dos centros universitários mais prestigiados do país, devido ao seus projetos de extensão e seu esforço em levar educação privada de qualidade até aqueles menos favorecidos. O UniBH também possui vinte e seis cursos estrelados pelo Guia do Estudante da Editora Abril. O curso de Biomedicina foi considerado pelo Ranking Universitário da Folha de S.Paulo (RUF) como o 88º melhor do país . Parte do UniBH foi vendido em 2008 para o grupo Anima Educação.
Com mais de quatro décadas de funcionamento, o UniBH possui quase 50 cursos de graduação nas modalidades de bacharelado, licenciatura e tecnologia, e dezenas de cursos de extensão, pós-graduação e MBA.
Destacam-se os cursos de Medicina (um dos mais concorridos da capital), Direito, Pedagogia, Relações Internacionais, Ciências Contábeis, Ecologia e os cursos de Comunicação Social.

## História
- De 1964 a 1999

A instituição foi fundada por um grupo de 30 amigos professores em 10 de março de 1964, como Faculdade de Filosofia, Ciências e Letras (Fafi-BH). Por mais de 35 anos, a Fafi-BH funcionou apenas no prédio da Lagoinha (atual Campus Antônio Carlos). Em fevereiro de 1999, com a nova Lei de Diretrizes e Bases, a Fafi-BH foi credenciada como Centro Universitário, se tornando o Centro Universitário de Belo Horizonte (UniBH). Comprando um grande espaço da empresa Mendes Júnior (hoje o campus Estoril), o UniBH se expandiu de acordo com a necessidade da população mineira em educação superior. A instituição foi a primeira de Minas Gerais a oferecer estudos noturnos. A instituição ainda possuía um campi na região central de Belo Horizonte, o Campus Floresta, que foi desativado nos anos 2000. [carece de fontes?]
- Desde 2011

Em 2018,  Ministério da Educação (MEC) apontou o UniBH como o 3º melhor centro universitário privado de Belo Horizonte.
Atualmente, o UniBH vem crescendo devido os investimentos do grupo Anima, que pretende se expandir por toda a Minas Gerais como dito pelo grupo no jornal Estado de Minas. A instituição foi parceira dos projetos da Copa do Mundo FIFA.

## Campi
- Campus Buritis (Localizado na Região Oeste de Belo Horizonte, ao lado do bairro Buritis)

Sede do UniBH, o campus Estoril era a antiga sede da empresa Mendes Júnior. Uma pequena parte da propriedade foi vendida a companhia de trânsito de Belo Horizonte, BHTrans e sua maioria foi vendida ao centro universitário. Ao longo dos anos a instituição foi obrigada a aumentar o número de salas para comportar mais alunos, sendo assim o plano B e C da propriedade ganharam diversas novas de salas de aula. Os cursos mais importantes sediados no Buritis são Medicina e todos os seus laboratórios, Educação Física, Engenharia Civil, Geografia, Arquitetura e Urbanismo e Engenharia Química. Possui também o "CPM" - Centro de Produção Multimídia, que ficava no campus Antônio Carlos, onde se situa a sede da TV UniBH e laboratórios de TV e rádio. Em 2018, o curso de Relações Internacionais voltou a ser ministrado no campus Estoril.[carece de fontes?]

## Vestibular
O UniBH realiza dois vestibulares por ano para ingresso no primeiro e segundo semestre. Pode-se realizar a prova de etapa única de conhecimentos gerais ou usar a nota do ENEM. A mesma também aderiu a realização de vestibular agendado. Obtenção de novo título não exige prova de seleção. [carece de fontes?]